# Mahasoabe (Vohipeno)
Dit overzicht is mogelijk incompleet; u kunt helpen door het uit te breiden.
Mahasoabe is een plaats en gemeente in Madagaskar gelegen in het district Vohipeno van de regio Vatovavy-Fitovinany. Er woonden bij de volkstelling in 2001 ongeveer 7000 mensen.
In de plaats is alleen basisonderwijs beschikbaar. 90% van de bevolking is landbouwer en 2% houdt zich bezig met de veeteelt. Het belangrijkste gewas is koffie, maar er wordt ook wittekool, cassave en rijst verbouwd. 1% van de bevolking is werkzaam in de dienstensector en de overige 7% is werkzaam in de visserij.